# Sanna Backeskog
Sanna Agnes Moa Backeskog, född 29 mars 1985 i Mariestads församling, Skaraborgs län, är en svensk politiker (socialdemokrat). Hon är ordinarie riksdagsledamot sedan 2022, invald för Gävleborgs läns valkrets.
I riksdagen är Backeskog suppleant i justitieutskottet och delegationen till den gemensamma parlamentariska kontrollgruppen för Europol.